# Giovanni Baratta

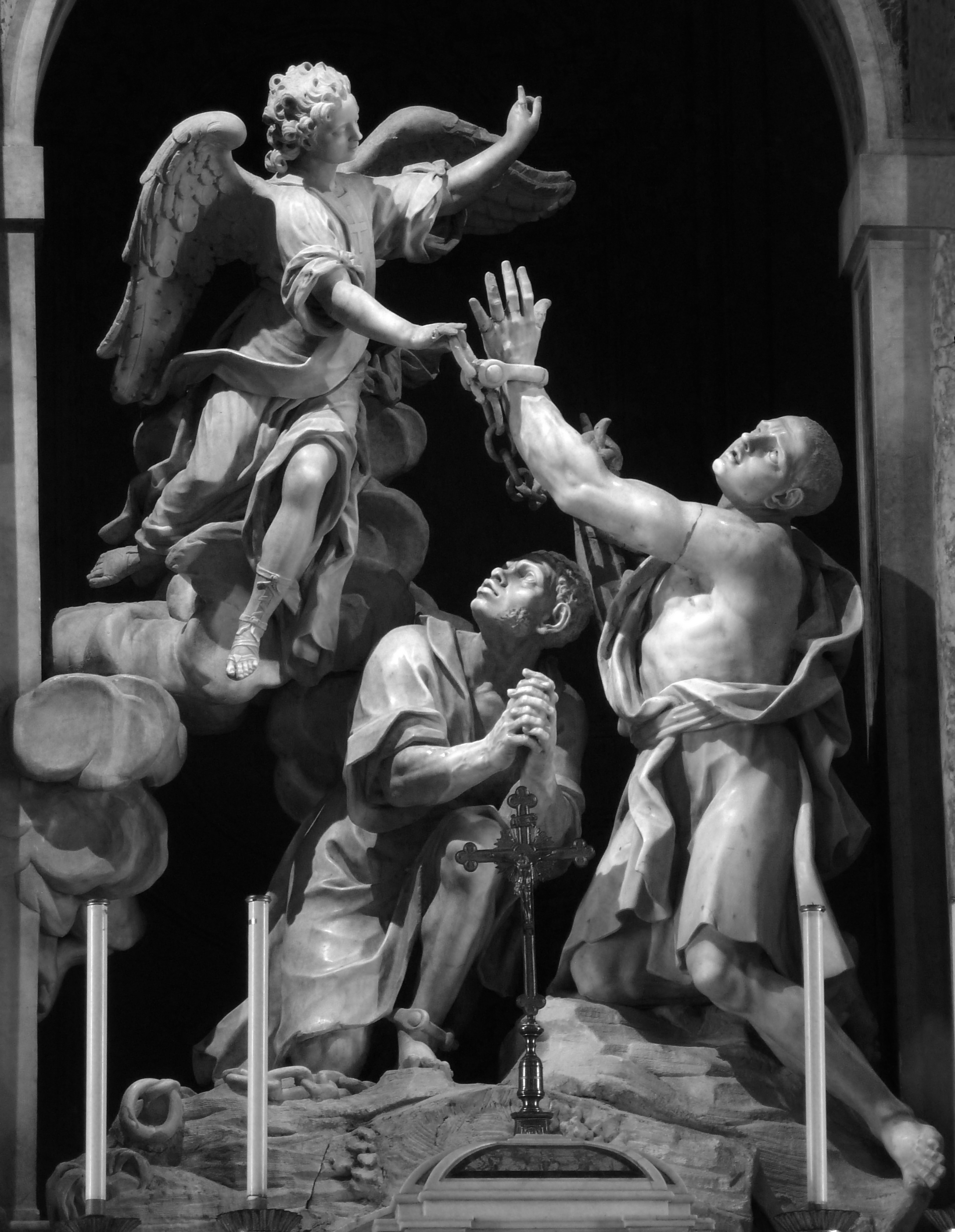
Giovanni Baratta: Gli schiavi liberati (Livorno, Igreja de São Ferdinando)

Giovanni Baratta (Carrara, 1670 – 1747) foi um escultor e arquiteto italiano, um dos principais artistas do barroco toscano.

## Obras
Aluno do célebre Giovan Battista Foggini e de Camillo Rusconi, passou um período da sua vida em Roma e depois em Florença. Também trabalhou em Lucca, Genova, Livorno, Torino e na Península Ibérica.
Em Livorno, esculpiu três altares e o grupo Os escravos libertos (Schiavi liberati), de 1710 a 1717, na Igreja de São Ferdinando, projetada por Foggini.
Ainda em Livorno, iniciou a fachada barroca da Igreja da Santíssima Anunciada (a ele é atribuída a estátua da Inocência e Mansidão, atualmente conservada separadamente), onde também executou a Capela do Santíssimo Sacramento do Duomo e o Santuário de Montenegro.
Em Lucca, realizou trabalhos na igreja de São Ponziano, onde deu relevo ao tabernáculo, posteriormente transferido para a Basílica de São Frediano.
Em Florença, desenvolveu a estrutura da fonte do Palácio Vivarelli Colonna, a estátua de São Tomás na Igreja dos santos Michel e Caetano e, por volta de 1690, a de mármore de Diana no Palácio Tolomei Biffi.